# 石佛街道
石佛街道，是中华人民共和国河南省郑州市中原区下辖的一个乡镇级行政单位，由郑州高新技术产业开发区代管。原为石佛镇，2024年撤镇设街道。

## 行政区划
石佛街道下辖以下地区：
陈庄村、大里村、秦庄村、洼刘村、瓦屋李村、南流村、老俩河村、欢河村、北里村、岳岗村、石佛村、关庄村、兰砦村、葛寨村、百炉屯村、孙庄村、五龙口村、高新区第一社区、高新区第二社区和高新区第三社区。